# Николаос Христидис
Николаос Христидис (на гръцки: Νικόλαος Χρηστίδης) е гръцки лекар и общественик.

## Биография
Николаос Христидис е роден в 1851 година в македонския град Сяр, който тогава е в Османската империя. В 1880 година завършва с отличие медицина в Атинския университет. Работи в Сяр и Сярско като лекар. В 1903 година се включва в Гръцката въоръжена пропаганда в Македония като агент от II ред. За заслугите си е посмъртно награден с медал от гръцкото военно министерство. През 1916 година българските окупационни власти го изпращат в трудов лагер в България, където работи като лекар.
Умира в 1931 година. Името му носи улица в Сяр.